# Miko Tripalo

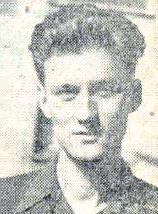
Mika Tripalo

Miko Tripalo (Sinj, 1926 – Zagreb, 1995) was een Kroatisch en Joegoslavisch politicus.

## Biografie
Tripalo was een zoon van een welgestelde boerengezin vlak bij Sinj. Hij werd lid van Josip Broz Tito's Partizanen in zijn tienerjaren. Later werd hij lid van de Joegoslavische Communistenbond waar hij snel promotie maakte, en verschillende prominente posities in Joegoslavië bekleedde.
Tripalo klom steeds verder op in de rangen van de partij waardoor hij uiteindelijk deel ging uitmaken van de tweede generatie communistische topfunctionarissen in Joegoslavië. Zij moesten zorgen voor verschillende economische en politieke hervormingen eind jaren '60 en werden stilzwijgend gedoogd door Tito. Tripalo werd, samen met Savka Dabčević-Kučar, een van de leiders van de Kroatische Communistische Partij.
In 1970 introduceerde Tripalo en Savka een nieuw partijplatform dat meer democratie eiste voor Kroatië binnen Joegoslavië. Het platform werd gepromoot door massabijeenkomsten en werd al snel een populaire beweging die later bekend werd onder de naam Kroatische Lente. Savka en Tripalo waren de meest populaire politici in Kroatië van die tijd.
De beweging ageerde voornamelijk tegen conservatieve elementen binnen de partij en het Joegoslavisch Volksleger en zorgde daarnaast voor etnische spanningen in delen van Kroatië waar grote groepen Servische minderheden woonden. Dit, en de nog radicalere eisen van Kroatische studenten, leidde ertoe dat Tito uiteindelijk openlijk zijn afkeer uitsprak over Savka en Tripalo op een Partijcongres in Karađorđevoin december 1971. Savka en Tripalo werden vervolgens snel verwijderd van hun partijpositie en verdwenen uit het openbare leven.
Met de invoering van een meerpartijenstelsel in Kroatië in 1989 verscheen Tripalo weer op het Kroatische politie toneel als een van de oppositie kopstukken. Hij publiceerde een boek genaamd Kroatische Lente waarin hij claimde dat de beweging was geïnspireerd op de Praagse Lente en op eenzelfde wijze de kop werd ingedrukt.
Tripalo en Savka zag zichzelf als de vanzelfsprekende leiders van de Kroatische oppositie, maar weigerden zelf een politieke partij op te richten. In plaats daarvan initieerde zij de stichting van de Coalitie van de Volksovereenkomst, een brede alliantie van gematigde nationalistische partijen, waar zij leiding aan gaven tijdens de parlementaire verkiezingen van 1990. Hun politieke aspiraties werden dwarsgezeten door de kieswet die sterk in het voordeel van de twee sterkste partijen werkte. De ene partij was de Bond van Communisten van Kroatië, die inmiddels was omgedoopt tot de Sociaaldemocratische Partij van Kroatië. De andere partij, de Kroatische Democratische Unie onder leiding van Franjo Tudman, maakte gebruik van de groeiende ontevredenheid over het communisme en Joegoslavië en de toenemende angst voor het opkomende Servische nationalisme. De coalitie werd uiteindelijk de derde partij bij de verkiezingen en behaalde slechts een handvol zetels.
Een paar maanden later, in de herfst van 1990, stichtten Tripalo en Savka uiteindelijk een eigen partij, deze partij werd later omgedoopt tot de Kroatische Volkspartij.
In de daarop volgende jaren stond Tripalo altijd in de schaduw van Savka, die populairder was en als meer charismatisch werd gezien. Dit leidde ertoe dat hij afstand begon te nemen van zijn politieke partner. Dit kwam naar buiten na afloop de verkiezingen in 1992 die Savka verloor, dit viel samen met de opkomst van nationalistische hardliners binnen de Kroatische Democratische Unie. Tripalo was, anders dan Savka, huiverig voor het vooruitzicht dat Kroatië steeds verder richting extreemrechts opschoof. Ook was hij niet tevreden over een steeds sterker wordende stroming binnen de Volkspartij die de extreemrechtse standpunten van de KDU niet tegenstonden. In 1994 verliet Tripalo de Volkspartij en werd hij lid van een nieuwe linkse partij, de Sociaaldemocratische Actie van Kroatië. De partij maakte weinig indruk bij de parlementaire verkiezingen in 1995 en behaalde slechts 1 zetel.
Tripalo overleed later dat jaar.
- Gemeinsame Normdatei: 119558696
- International Standard Name Identifier: 0000 0000 1321 0657
- Library of Congress Control Number: nr90017035
- Nationale Bibliotheek van Tsjechië: jx20120315002
- Nederlandse Thesaurus van Auteursnamen: 260835129
- Système universitaire de documentation: 076702979
- Virtual International Authority File: 8200564
- WorldCat: E39PBJr7XgWDK7B8Jy9vt9M9Dq